# Daniel Campos
Daniel Campos Cortés (Potosí, 3 de enero de 1829 – 29 de abril de 1902) fue un explorador, autor, político, periodista, poeta y abogado boliviano. Desarrolló gran parte su vida y carrera en la ciudad de Potosí. En su honor, una de las provincias de Bolivia lleva el nombre de provincia de Daniel Campos. Es especialmente conocido por ser el autor del poema Celichá, su obra más reconocida.

## Vida
Daniel Campos Cortés nació en 1829 en la ciudad de Potosí, ubicada en el centro-sur de Bolivia, como hijo de Manuel Campos y Rafaela Cortés. Quedó huérfano a temprana edad: su padre falleció en 1831 y su madre al año siguiente. A raíz de ello, fue puesto bajo la tutela de su tío materno Miguel Cortés.
Realizó sus estudios iniciales en su ciudad natal y posteriormente cursó la carrera de Derecho en la Universidad Mayor Real y Pontificia San Francisco Xavier de Chuquisaca, graduándose en 1857. Tras concluir sus estudios, ejerció como abogado y ocupó diversos cargos públicos. En 1858 fue nombrado secretario del rector de la Universidad de Potosí, y dos años después asumió él mismo el cargo de rector. Durante su carrera académica, enseñó latín y literatura, y fundó el Colegio Educandas y la escuela Alonso de Ibáñez.
Además, Campos se desempeñó como periodista y autor. Publicó el diario El Deber, fundó La Crónica y La Revista de Potosí, y participó en diversas otras publicaciones. Publicó poemas en revistas y antologías. Su obra más reconocida es el extenso poema Celichá, que trata sobre las tradiciones del pueblo toba. Esta obra fue galardonada en 1891 con el Premio del Congreso Nacional y en 1896 con el Primer Premio en el Certamen Nacional de Literatura y Letras. En 1870, Campos fundó la Sociedad Literaria y Científica en Potosí.
En el ámbito político y judicial, fue presidente del concejo municipal de Potosí en 1863 y, en 1869, asumió la presidencia del Tribunal Supremo de Justicia del mismo departamento. Entre 1870 y 1874 fue diputado en el parlamento boliviano, y entre 1877 y 1878 participó como representante en la Asamblea Constituyente.
Entre el 29 de agosto y el 14 de noviembre de 1883, Daniel Campos lideró una expedición encargada por el Gobierno de Bolivia, que partió desde Tarija y atravesó el Gran Chaco hasta llegar a Asunción, Paraguay. La misión fue organizada por el entonces presidente Narciso Campero y el ministro de guerra Antonio Quijarro Quevedo, con el objetivo de explorar la región. Fue la primera vez que se logró cruzar el Gran Chaco siguiendo esa ruta específica. Campos fue designado Comisario Nacional y Delegado del Gobierno para la expedición. Fue así que lideró dicha empresa, acompañado del coronel Miguel Estenssoro Rojas, que fungió como secretario, y el francés Arthur Thouar. Parte del trayecto fue realizado por vía fluvial a través del río Pilcomayo, mientras que el retorno se llevó a cabo por caminos que atravesaban territorio argentino hasta el reingreso a Bolivia, con la llegada en enero de 1884.
Como recompensa por su participación, los miembros de la expedición recibieron, entre otros beneficios, terrenos otorgados por el gobierno. Cinco años después, Campos publicó un relato detallado de la experiencia bajo el título De Tarija a la Asunción - Expedición boliviana de 1883. En esta obra, además de describir el paisaje, las poblaciones y el desarrollo de la travesía, Campos incluyó recomendaciones para establecer una relación más respetuosa con los pueblos indígenas chiriguanos, las cuales, sin embargo, no fueron adoptadas por las autoridades de la época. Así mismo, su recorrido por esa porción del territorio nacional contribuyó a que se puedan elaborar los primeros mapas oficiales del Chaco boliviano. La expedición es considerada el proyecto más exitoso de fines del siglo XIX, en la búsqueda de una salida por el Océano Atlántico para Bolivia.
Daniel Campos falleció el 29 de abril de 1902 a los 73 años. Sus restos se encuentran en la Cripta de Notables en la Catedral de Potosí.

## Obras

### Escritos
- La América y los aliados de la corte del Brasil. Peru. Ministerio de Relaciones Exteriores, Tip. del Rogreso [i. e. Progreso], Potosí 1866.
- Funerales del jeneral Quintin Quevedo. Tip. Municipal, Potosí 1876.
- Carretera y telégrafo del sud. Informe presentado a la junta. Tip. del Progreso, Potosí 1882.
- De Tarija a la Asuncion. Expedicion boliviana de 1883. Impr. de J. Peuser, Buenos Aires 1888.
- Cuadros politico-electorales. Impr. de El Tiempo, Potosí 1891.

### Poemas
- Celichá: páginas del Gran Chaco boliviano: poema. En la serie Cuadernos de la Colección de la cultura boliviana Bolivia Editorial Potosí, Potosí 1954.
- A Carolina, A la Muerto del Senor Manuel Jose Cortés, Nada he visto, La Campana de la aurora..., Al bombardeo de Valparaiso und To lloro peregrino en: Parnasso boliviano. publicado por José Domingo Cortés, Imprenta Albion de Cox y Taylor, Valparaiso 1869, p. 96.
- Himno de Potosi, 1887.
- Bando Carnavalesco, 1889.
- Patria, 1892.
- La Desposada, 1896.
- La Bandera de la Patria, 1900.
- La Nave quo Parte, 1900.

## Homenajes
En su honor a Daniel Campos, la provincia que lleva su nombre se encuentra en el departamento boliviano de Potosí. Asimismo, en una plazoleta de la ciudad de Potosí se encontraba un busto en su memoria. También existen unidades educativas que lo homenajean, como colegios en las ciudades de Santa Cruz de la Sierra y Villa Montes. Además, el Concejo Municipal de Potosí entrega la condecoración municipal "Educador Daniel Campos Cortés".